# Quadroppia nana
Quadroppia nana är en kvalsterart som beskrevs av Gordeeva 1983. Quadroppia nana ingår i släktet Quadroppia och familjen Quadroppiidae. Inga underarter finns listade i Catalogue of Life.